# غوردون غرانت
غوردون غرانت (بالإنجليزية: Gordon Grant)‏ هو رسام توضيحي ورسام أمريكي، ولد في 7 يونيو 1875 في سان فرانسيسكو في الولايات المتحدة، وتوفي في 1962 في نيويورك في الولايات المتحدة.